# Белоголовы
Белоголо́вы (укр. Білоголови) — село в Залозецкой поселковой общине Тернопольского района Тернопольской области Украины.
Код КОАТУУ — 6122680401. Население по переписи 2001 года составляло 765 человек.
До 2020 года входило в Зборовский район.

## Географическое положение
Село Белоголовы находится на левом и правом берегу реки Лопушанка,
ниже по течению на расстоянии в 6 км расположено село Городище,
на противоположном берегу — село Нетерпинцы.

## История
- 1785 год — дата основания.

## Объекты социальной сферы
- Школа I—II ст.

## Достопримечательности
- Братская могила советских воинов.

## Известные люди
- Шагайда Степан Васильевич — украинский советский театральный и киноактёр, родился в селе Белоголовы.